# Belladonna: No Warning
 Pour plus de détails, voir Fiche technique et Distribution
Belladonna: No Warning est une série pornographique lesbienne américaine de vidéofilms produite par les Studios Evil Angel. 
Belladonna est l'actrice principale des premières séries et la réalisatrice de la série. 
Il s'agit d'une version uniquement entre filles. 
Jusqu'à présent, 8 volets ont été publiés.
Le premier film de la série est sorti en 2005. La série a gagné plusieurs Awards.

## Liste des films
Ce sont tous des films couleurs et la langue utilisée est l'anglais.

### Belladonna: No Warning 1
- Durée : 180 minutes
- Date de sortie : 2005  États-Unis
- Distribution :
  - scène 1 : Belladonna, Lauren Phoenix, Venus
  - scène 2 : Belladonna, Jada Fire
  - scène 3 : Sandra Romain, Taryn Thomas
  - scène 4 : Belladonna, Chloe Dior
  - scène 5 : Belladonna, Julie Night

### Belladonna: No Warning 2
- Durée : 247 minutes
- Date de sortie : 30 juin 2006  États-Unis
- Distribution :
  - scène 1 : Belladonna, Delilah Strong, Missy Monroe
  - scène 2 : Belladonna, Jayna Oso
  - scène 3 : Belladonna, Kami Andrews, Lexi Bardot, Lily Paige
  - scène 4 : Belladonna, Naudia Nyce, Sophie Dee
  - scène 5 : Belladonna, Ariel Alexus
  - scène 6 : Roxy Jezel, Tory Lane

### Belladonna: No Warning 3
- Durée : 244 minutes
- Date de sortie : 2007  États-Unis
- Distribution :
  - scène 1 : Belladonna, Ashley Blue
  - scène 2 : Gianna Michaels, Nadia Nitro
  - scène 3 : Ashley Blue, Sarah Blake
  - scène 4 : Belladonna, Sandra Romain
  - scène 5 : Katja Kassin
  - scène 6 : Katja Kassin, Sandra Romain

### Belladonna: No Warning 4
- Durée : 183 minutes
- Date de sortie : 9 février 2009  États-Unis
- Distribution :
  - scène 1 : Charlotte Vale, Sinn Sage
  - scène 2 : Adrianna Nicole, Kirra Lynne
  - scène 3 : Aiden Starr, Dana DeArmond
  - scène 4 : Annabelle Lee, Sinn Sage
  - scène 5 : Chelsie Rae, Harmony Rose
  - scène 6 : Bobbi Starr

### Belladonna: No Warning 5
- Durée : 260 minutes
- Date de sortie : 27 décembre 2010  États-Unis
- Distribution :
  - scène 1 : Lea Lexis, Tori Lux
  - scène 2 : Lexi Swallow, Tory Lane
  - scène 3 : Bobbi Starr, Francesca Le
  - scène 4 : Adrianna Nicole, Ashli Orion
  - scène 5 : Kelly Divine, Lexi Belle

### Belladonna: No Warning 6
- Durée : 252 minutes
- Date de sortie : 31 octobre 2011  États-Unis
- Distribution :
  - scène 1 : Adrianna Nicole, Kelly Divine
  - scène 2 : Lea Lexis, Sammie Rhodes
  - scène 3 : Kara Price, Sinn Sage
  - scène 4 : Jada Stevens, Kristina Rose
  - scène 5 : Cassandra Nix, Sinn Sage

### Belladonna: No Warning 7
- Durée : 330 minutes
- Date de sortie : 2012  États-Unis
- Distribution :
  - scène 1 : Dana DeArmond, Katie St. Ives, Lia Lor
  - scène 2 : Sammie Rhodes, Sinn Sage
  - scène 3 : Ashli Orion, Lea Lexus, Lyla Storm
  - scène 4 : Aiden Starr, Chastity Lynn

### Belladonna: No Warning 8
- Durée : 392 minutes
- Date de sortie : 2013  États-Unis
- Distribution :
  - scène 1 : Adrianna Nicole, Karina White
  - scène 2 : Chanel Preston, Dani Jensen
  - scène 3 : Ash Hollywood, Dana DeArmond
  - scène 4 : Lea Lexus, Leilani Leeanne, Lia Lor

## Distinctions

### Récompenses
- 2006 : F.A.M.E. Award - Favorite Gonzo Movie - Belladonna: No Warning 1
- 2006 : XRCO Award - Best Girl-Girl Release - Belladonna: No Warning 2
- 2007 : AVN Award - Best All-Girl Release - Belladonna: No Warning 1[1]
- 2010 : AVN Award - Most Outrageous Sex Scene - Bobbi Starr dans Belladonna: No Warning 4[1]

### Nominations
- 2013 : AVN Award - Best All-Girl Release - Belladonna: No Warning 6